# Priotyrannus hueti
Priotyrannus hueti là một loài bọ cánh cứng trong họ Cerambycidae.